# Lingüística histórica
La lingüística histórica o lingüística diacrónica es la disciplina lingüística que estudia el cambio de las lenguas con el tiempo y el proceso de cambio lingüístico. Por tanto, ocupa un lugar destacado en el estudio del parentesco genético de las lenguas.
Los resultados de la lingüística histórica pueden ser frecuentemente comparados con los de otras disciplinas, como la historia, la arqueología o la genética. En los estudios interdisciplinares de este tipo lo que se pretende es reconstruir la cronología relativa de contactos entre pueblos, rutas de expansión e influencias culturales mutuas.
Dentro de la lingüística histórica son especialmente importantes las técnicas de la lingüística comparada, entre las que destaca el método comparativo.

## Métodos sincrónicos de reconstrucción lingüística

### Reconstrucción externa: Método comparativo
Las similitudes entre diferentes lenguas obedecen a una de tres causas posibles: a) casualidad; b) préstamo lingüístico; c) herencia o parentesco.
Cuando las similitudes entre palabras de distintas lenguas se deben a un origen común, estas palabras se llaman cognados. Dichos cognados pueden usarse para determinar la sucesión de cambios fonéticos dentro de una lengua o grupo de ellas (lo cual permite reconstruir parcialmente la historia de una familia de lenguas) o el grado de cercanía de dos lenguas dentro de una familia.
Cuando se examina una lista de cognados se aprecian correspondencias fonéticas regulares, por ejemplo, muchas palabras básicas en lenguas germánicas como fish 'pez', father 'padre', for 'para', empiezan por f-,
mientras que en las lenguas románicas sus equivalentes son similares pero empiezan por p-. Similarmente las palabras interrogativas muestran una correspondencia wh- / qu-: who 'quién', what 'qué', where 'dónde' (latín quo), when 'cuando' (latín quando). A partir de las correspondencias fonéticas regulares puede tratar de reconstruirse el fonema detrás de cada correspondencia. Por ejemplo, la correspondencia entre el inglés wh- y el latín qu- se debe a que ambos sonidos derivan de la labiovelar *kw del protoindoeuropeo, que evolucionó el protogermánico *hw (y en inglés medio se transcribió como wh) y el latín arcaico se mantuvo como *kw (aunque se escribía como qu-).
Si todas las lenguas de un grupo emparentado en forma filogenética comparten un rasgo, suponemos que este se encontraba presente en la lengua madre. Así, por ejemplo, todas las lenguas indoeuropeas antiguas son lenguas flexivas con marcas de caso explícitas, por lo que dicho rasgo debió estar presente en el idioma protoindoeuropeo. El protoindoeuropeo ha sido reconstruido principalmente mediante el método comparativo, reconstruyendo los elementos detrás de cada correspondencia regular observada entre las lenguas indoeuropeas.

### Reconstrucción interna
Este método intenta reconstruir sistemas lingüísticos antiguos partiendo de los datos de una sola lengua. Se basa en que las irregularidades del presente remiten a procesos que en el pasado fueron regulares. Este método se utiliza básicamente con aquellas lenguas aisladas de las que se desconocen parientes o en combinación con la reconstrucción externa. Los resultados de la reconstrucción externa mejoran cuando se practica previamente una reconstrucción interna dentro de cada lengua.
Pueden darse varios ejemplos de reconstrucción en español, donde sus paradigmas verbales presentan diptongación en presencia del acento puedo, puedes, puede, podemos, podéis, pueden (nótese que en las formas con ue el acento tónico recae en el dipotongo, mientras que las formas con o esta es átona) lo que llevaría a reconstruir las formas antiguas *pǫdo, *pǫdes, *pǫde, *pǫdemos,... (donde /ǫ/ representa la vocal abierta []). Igualmente el latín resuelve algunos participios que producirían tres consonantes seguidas , simplifancado a s en lugar de t (amā-re 'amar' > amā-tus 'amado') o bien eliminando alguna consonante:
tondere 'afeitar' > tonsus (derivado de *tontsos < *tond-tos)
mittere 'enviar' > missus (derivado de *mitsos < *mitt-tos)
torquere 'torcer' > tortus (derivado de *torq-tos)
pectere 'peinar' > pexus (derivado de *pecsus < *pect-sos)
tergere 'frotar, limpiar' > tersus (derivado de *terg-sos < *terg-tos)

### Glotocronología
Este método parte de ciertos supuestos de la retención de ítems de vocabulario básico. El método compara el porcentaje de cognados (palabras genéticamente relacionadas) común a las lenguas comparadas. Para muchos lingüistas los supuestos básicos son poco realistas, y no tienen en cuenta los factores sociopolíticos y culturales que pueden influir de manera puntualmente importante en la evolución de una lengua. Sin embargo, a pesar de esas objeciones el método sigue siendo frecuentemente comentado en los manuales de lingüística histórica y siguen escribiéndose artículos sobre su alcance. Asimismo existe un conjunto de estimaciones glotocronológicas que dan resultados razonablemente concordantes con datos históricos y arqueológicos. Además, cuando no existen fuentes escritas mediante las cuales se pueda investigar el pasado de dicha lengua, es frecuentemente una de las pocas alternativas existentes.

### Paleontología
La paleontología lingüística es el estudio del vocabulario léxico reconstruido referente a plantas, animales, tecnología e instituciones. El conocimiento de dicho vocabulario léxico y su comparación con datos arqueológicos, paleobotánicos y paleozoológicos proporciona pistas sobre la prehistoria pasada de un grupo de lenguas, permitiendo conjeturar hipótesis más allá de los registros históricos conocidos.

## Orígenes de la lingüística histórica

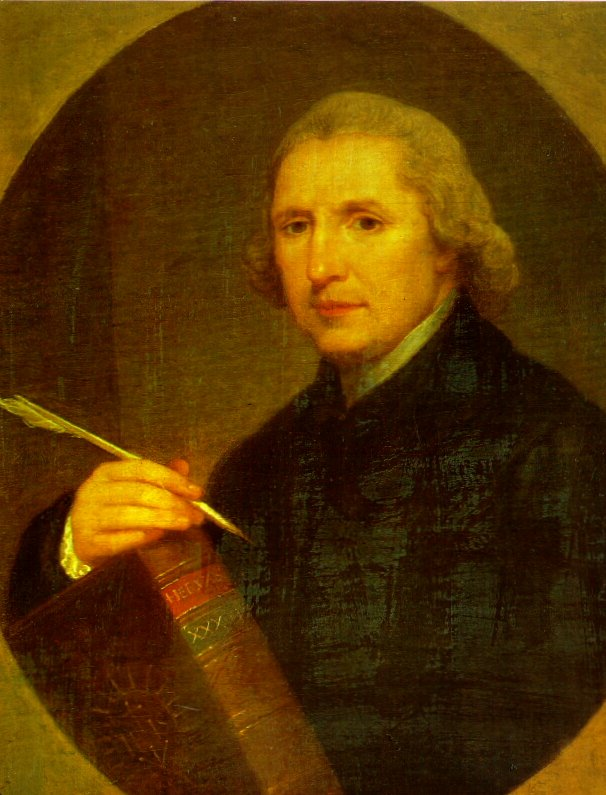
Retrato del jesuita español Lorenzo Hervás, destacado precursor de la lingüística histórica. Su obra Catálogo de las Lenguas conocidas (1805) se considera pionera en la clasificación sistemática de los diferentes idiomas.

El desarrollo de la gramática comparada se dio sobre todo por parte de germanistas. en la misma dirección que Franz Bopp o Jacob Grimm trabajaron August Friedrich Pott (1802-1887), creador de la etimología comparada; Georg Curtius (1820-1885), conocido sobre todo por sus Principios de etimología griega (1879); Friedrich Max Müller (1823-1900), cuyas Lecciones sobre la ciencia del lenguaje (1861) contribuyeron a divulgar las doctrinas de los comparatistas, y finalmente August Schleicher (1821-1868), que intentó codificar y sintetizar el conjunto de las lenguas indoeuropeas, entonces llamadas indogermánicas. su Compendio de gramática comparada de las lenguas indogermánicas (1861) representa la sistematización de todos los esfuerzos realizados por los comparatistas desde Bopp y Grimm.

### Escuela neogramática
La historia de esta disciplina lingüística tiene su origen a mediados del siglo XIX con los llamados Neogramáticos, interesados en encontrar la raíz de todas las lenguas europeas (el indoeuropeo) y leyes fonéticas inmutables y sin excepciones.
Dos ideas son las que fundamentaron en aquel momento el desarrollo de la nueva forma de estudio lingüístico:
- en primer lugar, que el cambio de las lenguas se debe no sólo a la voluntad consciente de los hombres, sino también a una necesidad interna[cita requerida]. Los lingüistas de la época distinguieron a tal efecto dos tipos de relaciones entre palabras análogas en dos momentos históricos determinados: el préstamo y la herencia; la primera relación motivada por cambios conscientes y la segunda por cambios inconscientes o internos a la lengua. En este sentido, la asunción de que una palabra puede provenir, por herencia, de una palabra diferente suponía admitir que existen causas naturales para el cambio lingüístico. Consecuencia importante de esta idea es que la comparación entre lenguas utiliza también las diferencias para establecer el parentesco.

- en segundo lugar, que el cambio lingüístico es regular y respeta la organización interna de las lenguas[cita requerida]. La aceptación de la idea de que solo se considera una diferencia como cambio si manifiesta cierta regularidad en el interior de la lengua, es esencial para la configuración de la lingüística histórica como disciplina plenamente científica; se sustituye, pues, el estudio llamado entonces etimología, que consideraba cada palabra como un problema especial. La regularidad, por el contrario, implica que la diferencia entre dos palabras análogas proviene de alguno de sus constituyentes y que en todas las demás palabras donde aparece el mismo constituyente está afectado por el mismo cambio. Este pensamiento puramente estructuralista fue descartado posteriormente por los lingüistas diacrónicos, quienes argumentan que la lengua es dinámica y los cambios no son por lo general regulares, sino que pueden afectar únicamente a un pequeño grupo de palabras de iguales características.

De esta segunda idea se concluía que, para que el cambio poseyera regularidad, parecía necesario que respetase la organización gramatical de la lengua y sólo alterase la palabra a través de su organización interna. Por lo demás, se sugería entonces que esa regularidad podía darse también en los componentes fonéticos; de aquí que en el siglo XIX se consolidase el estudio de las leyes fonéticas, uno de los terrenos donde la lingüística histórica obtuvo sus mayores éxitos.

### El comparatismo como metodología
Se suele señalar a 1816 como la fecha de nacimiento de la lingüística histórica con la aparición de la obra Sistema de conjugación de la lengua sánscrita, comparado con el de las lenguas griega, latina, persa y germánica del lingüista alemán Franz Bopp. El título describe perfectamente la metodología empleada: el llamado comparatismo o gramática comparada, técnica empleada por varios lingüistas de la época entre los que se incluyen a von Schlegel, Jacob Grimm, August Schleicher y Rasmus Kristian Rask. Las características iniciales del comparatismo eran las siguientes:
- Dedicación al estudio de las lenguas indoeuropeas, interés derivado del descubrimiento a finales del XVIII de la analogía entre el sánscrito y la mayoría de las lenguas europeas.
- Idea de que entre las lenguas indoeuropeas no hay solo parecido, sino parentesco: se trata, por tanto, de transformaciones naturales de una misma lengua madre, el indoeuropeo.
- El método comparativo: se busca, ante todo, establecer correspondencias entre las lenguas comparándolas; esta comparación, además, es entre sus elementos gramaticales. Se plantea, a este respecto, la polémica sobre si se debe prestar atención a las raíces de las palabras o bien a los elementos afijales de estas (sufijos, prefijos...); a principios del XIX, la comparación de las lenguas se consideró esencialmente como la comparación de estos últimos, pues eran los menos susceptibles de ser préstamos de forma aislada.

Posteriormente el método comparativo se aplicó a otras familias, muy tempranamente a las lenguas bantúes y a las Lenguas malayo-polinesias y durante el siglo XX virtualmente a casi todas las familias reconocidas. Igualmente ha habido un énfasis en la reconstrucción lingüística de las protolenguas que dieron lugar a las familias y grupos, los cuales lo denominan.

## Variedad de la lengua
Las variedades dentro de una lengua histórica pueden ser de tres tipos, a cada uno de los cuales le corresponde un sistema lingüístico concreto:
- Diferencias o variedades diatópicas: Son las realizaciones de una lengua en las distintas zonas territoriales.[2] Los sistemas que corresponden a estas variedades son los dialectos.[2]
- Diferencias o variedades diastráticas: Se establecen entre los estratos socioculturales de una comunidad lingüística.[2] Se manifiestan en los niveles de la lengua, también denominados dialectos sociales o sociolectos.[2]
- Diferencias o variedades diafásicas: Responden a las diversas formas de expresión de los hablantes en relación con la situación comunicativa.[2] Se realizan en los estilos de la lengua o registros.[2]

## Ejemplo: aportes prerromanos al idioma español
Los aportes prerromanos a la lengua española (anteriores al latín; es decir, a la conquista romana y romanización que comienza en el siglo III a. C. y no se completa hasta el siglo I a. C. ) son los correspondientes a las lenguas de los pueblos indígenas de la península ibérica (pueblos celtas en la Meseta, el norte y el oeste, pueblos iberos en la zona este y sur, celtíberos en la zona intermedia y tartesios en la zona suroeste), entre las que estaba la antecesora del idioma vasco, y las de los pueblos colonizadores (cartagineses y fenicios, que hablaban una lengua semítica, y griegos).
De esta remota época han sobrevivido probablemente elementos como:
- la lenición de las oclusivas sordas intervocálicas a sonoras -p-, -t-, -k- > -b-, -d-, -g-. Algunos autores lo relacionan con un sustrato céltico (cfr. galés *blatu > blawd ‘flor’, *balleko > balleg ‘saco’). Entre los romances hispánicos únicamente el mozárabe resistió la lenición ficaira ‘higuera’ < ficaria.
- la fricativización del grupo dy > z: gaudium > ‘gozo’. Algunos autores lo consideran resultado de un sustrato céltico; se constata en el celtibérico ozas < *(p)odians 'pies', zoelae < *diovelae < *dyew-el-ai.
- la anticipación de yod: ‘cuero’ < cuiro < corium, ‘Duero’ < duiro < Durius. Algunos autores lo relacionan con un sustrato céltico (cfr. irlandés cuire < *corio ‘ejército’).
- la asimilación del grupo n'm > lm: ‘alma’ < an'ma < anima. Algunos autores lo relacionan con un sustrato céltico; se constata en celtibérico: melmu < *men-mōn ‘inteligencia’.
- la inserción de /b/ para la realización del grupo m'r: ‘cambra’ < cam'ra < cámara. Ya se registra en antiguo hispano y para algunos autores puede tener relación con un sustrato céltico (cfr. Sambrucela < *sam'ruocela < *sámaro-ocela ‘la colina del [río] Sámaro’).
- el sufijo diminutivo -ino, -ina. Aunque no tiene la misma vigencia que en galaicoportugués -iño, -iña (Tomasiño) y asturleonés -ín, -ina (Tomasín), también se presenta ocasionalmente en español. Se ha buscado una relación de este sufijo con un sustrato céltico, ya que se corresponde exactamente con el diminutivo empleado en irlandés -in, -ine (Tómasín ‘Tomasito’, capaillín ‘caballito’, cfr. asturleonés caballín) y galés -yn, -en (pysgodyn ‘pescadín’).
- la división del concepto ‘existir’ en dos verbos: ser y estar. El primero evoca permanencia y el segundo, transitoriedad: es un hombre, está cansado. Algunos autores lo relacionan con un sustrato céltico; junto a diversas lenguas romances, el irlandés mantiene la misma distinción: is fear é ‘es hombre el’, tá sé tuirseach ‘está el cansado’.
- la desaparición de f- inicial en muchas palabras que en latín llevaban este sonido, y, supuestamente, el llamado betacismo, debidos, probablemente, a la influencia del idioma vasco o del idioma íbero (nótese que la aspiración de /h/ también se da en el gascón, que habría tenido igualmente un substrato vasco);
- algunos sufijos, como -aga, -ago, -erri, -rro, -rra, -occus (alcornoque);
- numerosos topónimos; entre los de origen céltico destacan los que tienen el sufijo -briga, que significa ‘lugar alto’ (Flaviobriga o Segobriga —también como raíz, en Bergantiños o Brihuega—) o la raíz sega, que significa ‘victoria’ (Segovia o Sigüenza); por el contrario, las etimologías de los corónimos peninsulares son asuntos muy debatidos, aunque Hispania parece provenir de los pueblos colonizadores (‘costa norte’ en fenicio-cartaginés) e Iberia de los indígenas (‘río’, sea el hidrónimo ibérico genérico o el Iber que hoy se llama Ebro);
- palabras de probable origen céltico, como abedul, álamo, aliso, amelga, balsa, baranda, barrendo, beleño, berro, berrueco, cantiga, colmena, estancar, gancho, garza, gorar, lanza, légamo, losa, olca, páramo, rodaballo, tarugo, tranzar, virar, incluso algunas que parecen propiamente latinas, como puerco y toro (que ya están en la inscripción de Cabezo de las Fraguas como porcom y taurom), y otras que se incorporaron al latín desde otras lenguas célticas no peninsulares y luego se incorporaron al español como a otras lenguas romances, como braga, cabaña, camisa, cerveza, legua;[3]
- palabras de probable origen ibérico, como barranco, carrasca, gándara, lama; y otras incorporadas al latín, pero de origen ibérico, como estepa, galena, minio, sobral; alguna de las cuales las propias fuentes romanas las identifican como ibéricas, como arroyo, coscojo o gordo;[4]
- palabras de probable origen vasco, como aquelarre, cencerro, chamarra, chaparro, gabarra, izquierda, laya, narria, órdago, pizarra, socarrar, zamarra, zumaya;[5]
- palabras de probable origen cartaginés, como tamujo;[6]
- palabras de las que no se ha establecido con precisión el grupo de lenguas prerromanas ibéricas de las que probablemente proceden, como abarca, artiga, aulaga, barda, barraca, barro, becerro, cama, camorra, caspa, cueto, galápago, gazpacho, manteca, mogote, perro, rebeco, sapo, sarna, silo, sima, toca, vega.[7]